# مسجد عمر افندی
مسجد عمر افندی (ترکی آذربایجانی: Ömər Əfəndi məscidi) یک مسجد تاریخی متعلق به سده ۱۹ میلادی در شهر شکی در جمهوری آذربایجان است.

## تاریخچه
مسجد عمر افندی که در سده نوزدهم ساخته شد، ظاهر اولیه خود را تا به امروز حفظ کرده است. پس از اشغال شوروی، ساختمان مسجد به عنوان انبار مورد استفاده قرار گرفت. پس از سال ۱۹۵۰ میلادی، مسجد فعالیت خود را از سر گرفت. در سال ۱۹۸۶، مسجد در اثر یک بلای طبیعی سوخته شد. در سال ۱۹۸۷، به ابتکار امام مسجد جمعه شکی، حاجی سلیم افندی و همچنین با کمک‌های اهالی منطقه، مسجد بازسازی و مرمت شد.
جامعه مذهبی مسجد عمر افندی در شکی به طور رسمی توسط کمیته دولتی جمهوری آذربایجان برای همکاری با انجمن‌های مذهبی ثبت شد.

## شرح معماری
مسجد عمر افندی شکل مستطیلی دارد. قرنیز آجری در نما و همچنین دیوارهای میان پنجره‌های تزئین‌شده با نقوش نازک کمی بیرون زده ظاهر معماری آن را تکمیل می‌کند.
مساحت مسجد ۱۰۵ متر مربع و مساحت پیرامون آن ۵۲۵ متر مربع است. در ساخت مسجد از مصالح ساختمانی محلی مانند سنگریزه و آجر سوخته استفاده شده است. سقف با ورق‌های آهنی پوشانده شده است و کف و سقف از چوب ساخته شده است.
یک بالکن باز در جلوی در ورودی مسجد وجود دارد.  نمازگزاران در حوض واقع در صحن مسجد وضو می‌گیرند و سپس برای نماز به سالن گسترده و روشن می‌روند. نمازخانه اصلی دارای ۱۴ پنجره است. در جلوی نمازخانه اصلی یک نمازخانه حتی بزرگتر وجود دارد که مساحت آن ۸۰ متر مربع است و ۴۵ اتاق آن به زنان داده می‌شود و بقیه به عنوان راهرو استفاده می‌شود.
منبر مسجد از چوب ساخته شده و با طرح‌های ظریف دست‌ساز تزئین شده است. ارتفاع محراب مزین به تزئینات گل سه متر است.
مناره مسجد که از آجرهای سوخته نیز ساخته شده است، حالت گرد دارد. بلندای آن ۱۴ متر است. نقوش آجری مناره که بخشی از مجموعه اصلی مسجد است، بر مهارت استاد معمار تأکید می‌کند.

## نگارخانه

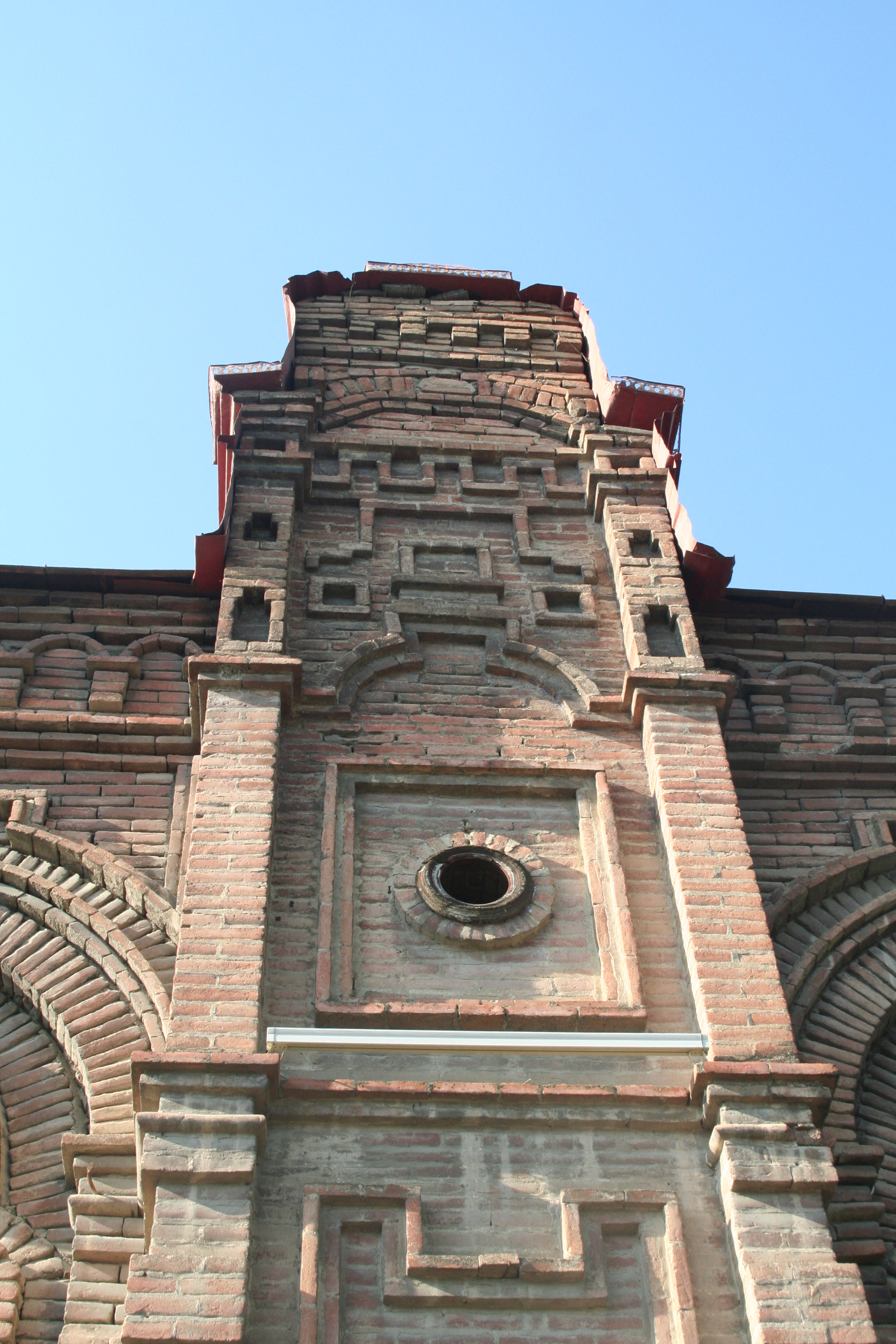
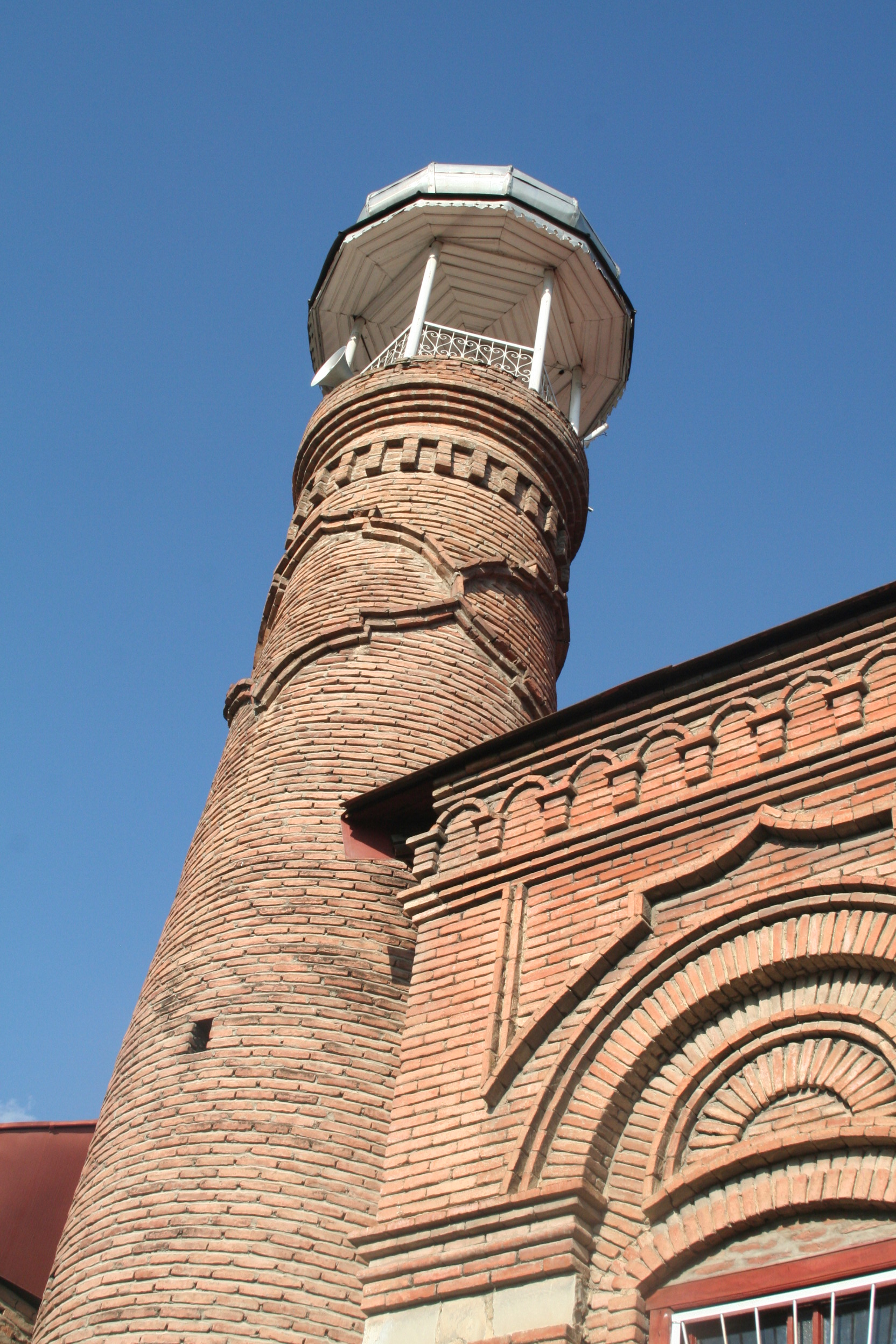
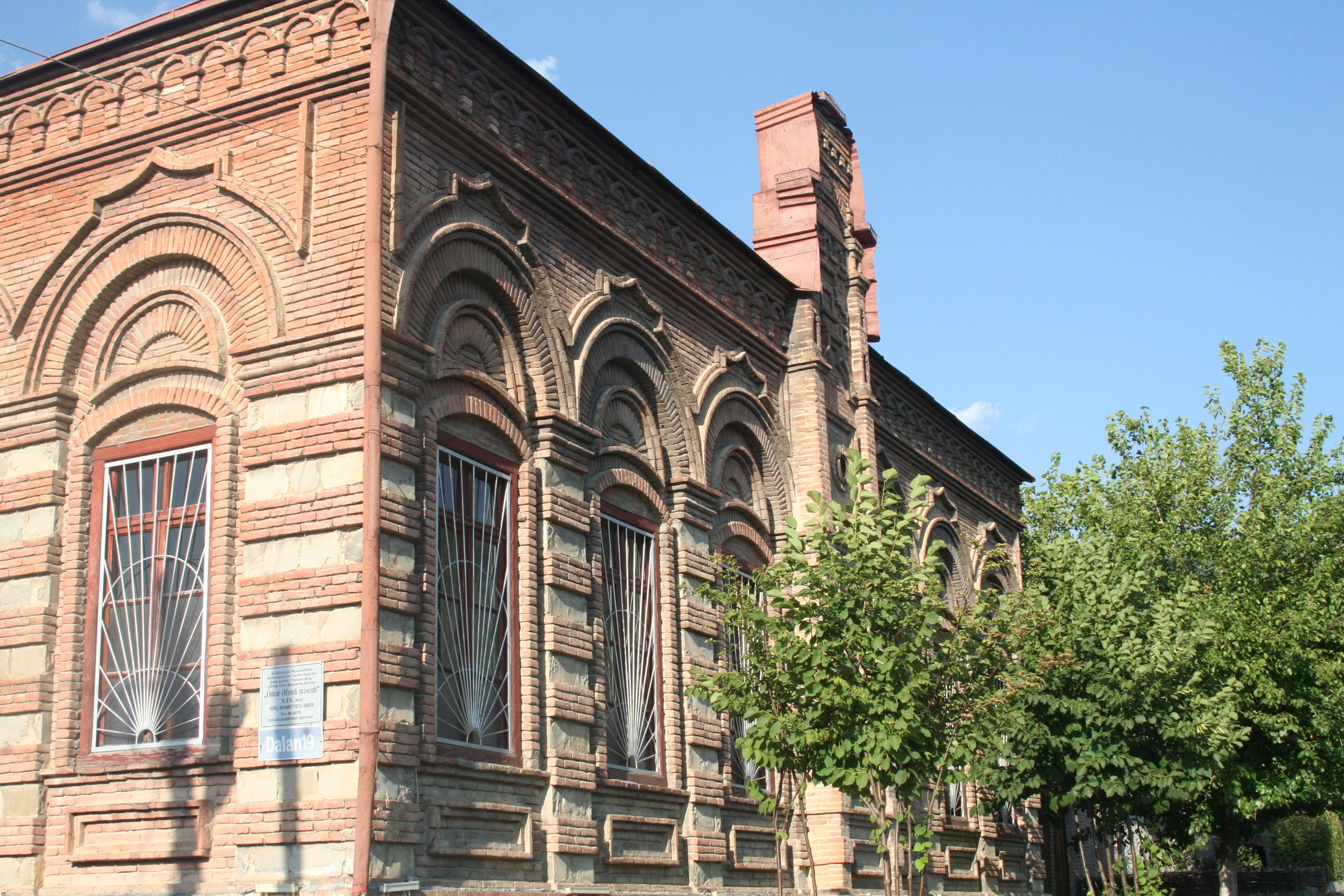
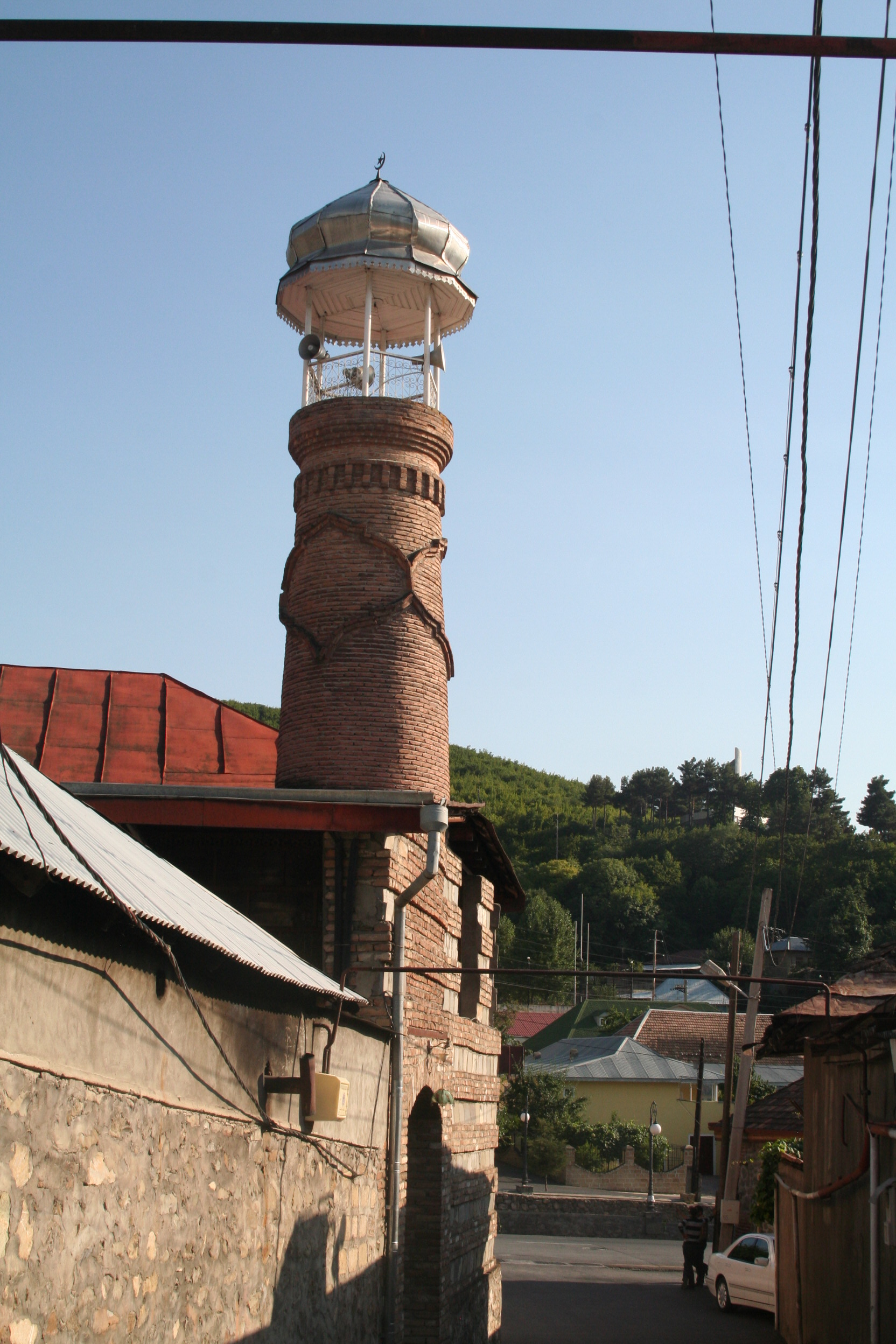
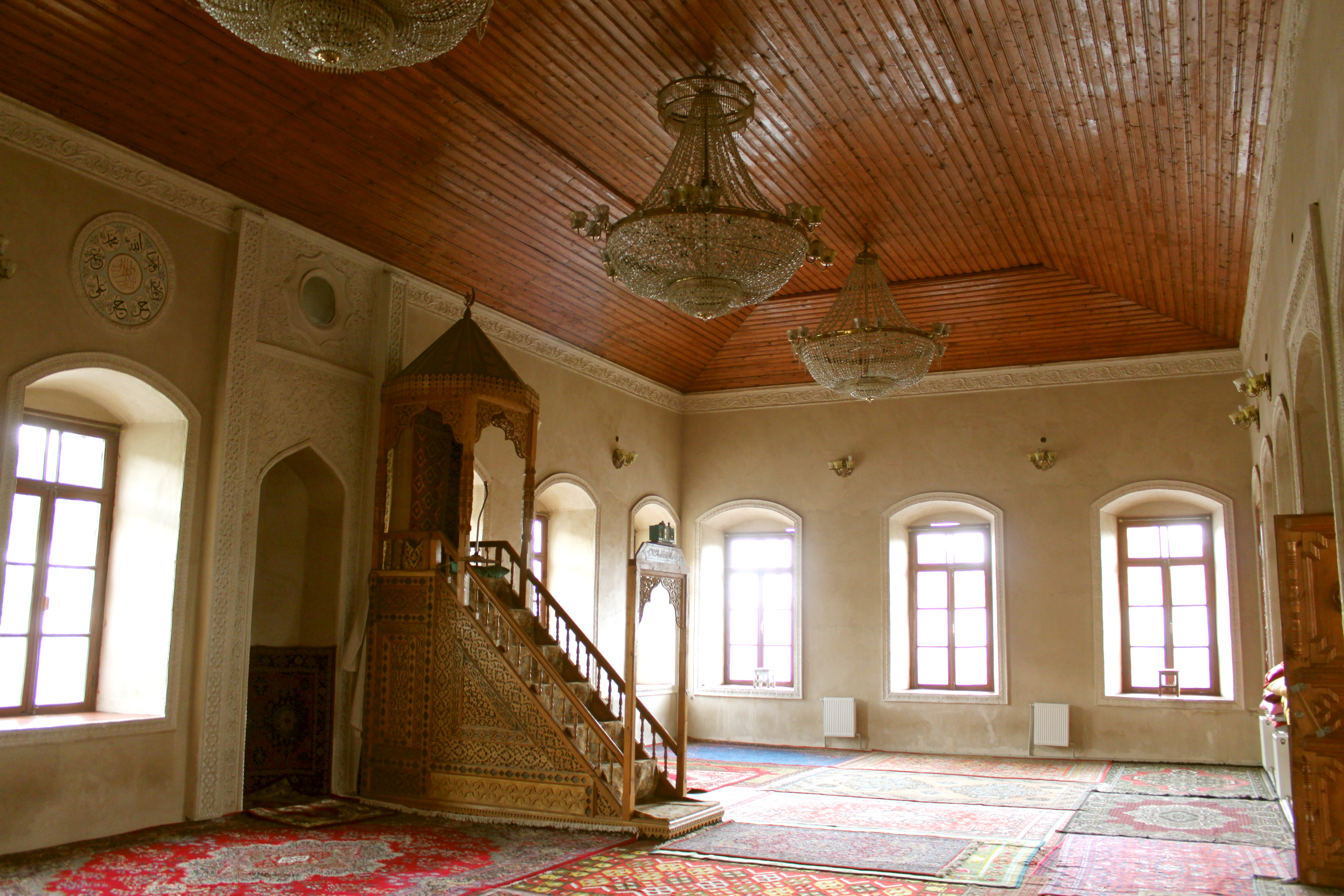